# Andrei Jakowlewitsch Eschpai

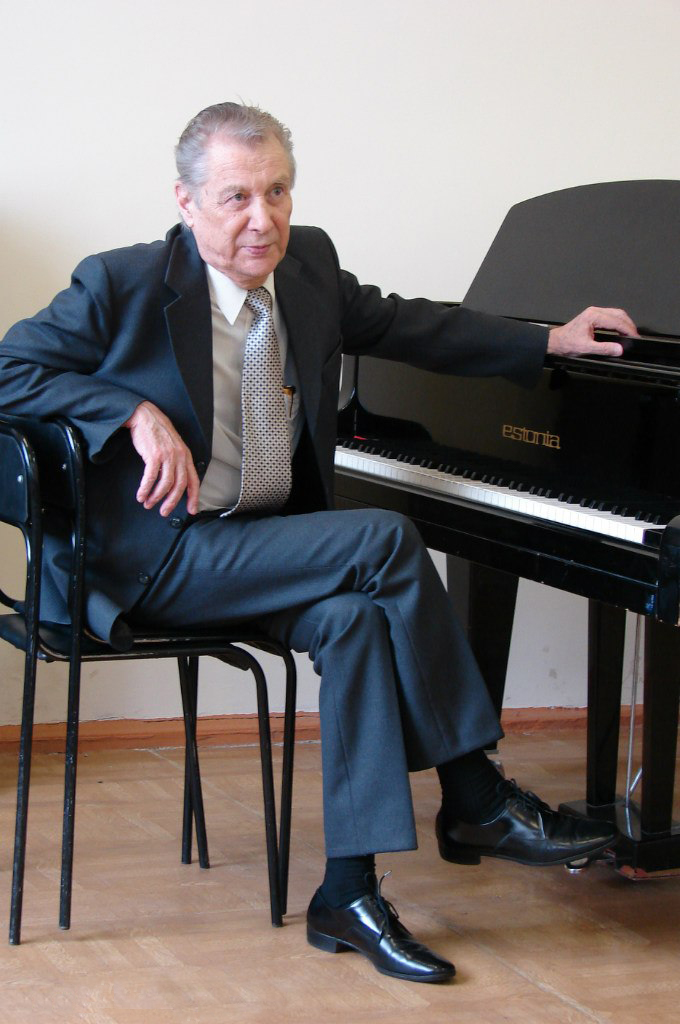
Andrei Eschpai (2015)

Andrei Jakowlewitsch Eschpai (russisch Андрей Яковлевич Эшпай; * 15. Mai 1925 in Kosmodemjansk, Republik Mari El; † 8. November 2015 in Moskau) war ein russischer Komponist.

## Leben
Andrei Jakowlewitsch Eschpai erhielt seinen ersten Musikunterricht von seinem Vater Jakow Andrejewitsch Eschpai, der ebenfalls Komponist und ein bedeutender Folkloresammler war. Seit 1928 lebte die Familie in Moskau. Von 1934 bis 1941 erhielt Eschpai Klavierunterricht am Gnessin-Institut. 1943 zog er als Freiwilliger in den Zweiten Weltkrieg. Nach Kriegsende studierte er zunächst an der Moskauer Musikfachschule. Ab 1948 besuchte er das Moskauer Konservatorium, wo er Unterricht bei so prominenten Lehrern wie Wladimir Sofronizki (Klavier), Nikolai Mjaskowski, Jewgeni Golubew und Nikolai Rakow genoss. 1953 schloss er seine Studien ab, blieb jedoch bis 1956 im Rahmen einer Aspirantur bei Aram Chatschaturjan am Konservatorium. Danach war Eschpai überwiegend als freischaffender Komponist tätig. Lediglich in den Jahren 1965 bis 1970 nahm er eine Lehrtätigkeit am Moskauer Konservatorium wahr. Er wirkte sowohl im russischen als auch im sowjetischen Komponistenverband als hoher Funktionär, unterstützte jedoch oft jüngere Komponisten, deren Werke von moderner Tonsprache geprägt sind. Eschpai genoss in Russland hohe Anerkennung und neben vielen anderen Auszeichnungen erhielt er 1975 den Titel Volkskünstler der RSFSR, 1981 den Titel Volkskünstler der UdSSR und 1986 den Leninpreis.

## Stil
Eschpai gehörte dem Volke der Mari an, was seine Musik entscheidend prägte. Nicht nur seine explizit auf die Musik dieses Volkes verweisenden Werke, sondern fast sein gesamtes Œuvre greift auf Mari-Folklore zurück. Damit trat Eschpai in die Fußstapfen seines Vaters, der sich in besonderem Maße für diese Kultur einsetzte. Andere Komponisten, die Eschpai beeinflussten, waren Béla Bartók, Aram Chatschaturjan, Sergei Prokofjew und Nikolai Mjaskowski. Doch gerade in der prägnanten Rhythmik vieler Werke lassen sich auch Elemente von Jazzmusik feststellen. Insgesamt ist seine Musik sehr vital, oft tänzerisch und besitzt eine konzertante Schreibweise, die sich in Eschpais ausgiebiger Beschäftigung mit der Gattung des Konzerts manifestiert. Spätere Werke greifen zum Teil auf religiöse, insbesondere auf biblische Themen zurück.
In den Kompositionen nach 1990 zeigen sich vermehrt schroffe Dissonanzen. Dennoch ist seine Musik immer der Tonalität verpflichtet, auch wenn manchmal deren Grenzen ausgelotet werden.
Neben seiner Komponistentätigkeit machte Eschpai auch als Pianist auf sich aufmerksam, beschränkte sich allerdings auf die Interpretation eigener Werke.

## Werke
- Orchesterwerke
  - Sinfonie Nr. 1 es-Moll (1959)
  - Sinfonie Nr. 2 a-Moll „Lob an das Licht“ (1962)
  - Sinfonie Nr. 3 „Dem Andenken meines Vaters“ (1964)
  - Sinfonie Nr. 4 „Sinfonie-Ballett“ (1980/81)
  - Sinfonie Nr. 5 (1985)
  - Sinfonie Nr. 6 „Liturgische“ für Bariton, Chor und Orchester (1989)
  - Sinfonie Nr. 7 (1991/92)
  - Sinfonie Nr. 8 (2000)
  - Sinfonie Nr. 9 „Vier Verse“ für Erzähler, Chor und Orchester (1998/99?)
  - Konzert für Orchester Nr. 1 „Concerto grosso“ (1967)
  - Konzert für Orchester Nr. 2 „Spiele“ (1997)
  - Sinfonische Tänze auf Mari-Themen (1951)
  - Lieder der Berg- und Wiesen-Mari (1983)
  - „Suworows Alpenüberquerung“, Fantasieouvertüre (1996)
  - Filmmusiken
- Konzerte
  - Klavierkonzert Nr. 1 fis-Moll (1954)
  - Klavierkonzert Nr. 2 (1972)
  - Violinkonzert Nr. 1 g-Moll (1956)
  - Violinkonzert Nr. 2 (1977)
  - Violinkonzert Nr. 3 „Bartók-Concerto“ (1990–92)
  - Violinkonzert Nr. 4 (1994)
  - „Ungarische Weisen“, Rhapsodie für Violine und Orchester (1952/53)
  - Violakonzert (1987)
  - Violoncellokonzert (1989)
  - Kontrabasskonzert (1994/95)
  - Sopransaxofonkonzert (1986/87)
  - Flötenkonzert (1992)
  - Oboenkonzert (1982)
  - Klarinettenkonzert (1994)
  - Fagottkonzert „Opus singularis“ (2001)
  - Konzert für Trompete, Posaune und Orchester (1994/95)
  - Hornkonzert F-Dur (1995)
  - Tubakonzert (2001)
- Bühnenwerke und Vokalmusik
  - „Es gibt keinen glücklicheren Menschen als mich“, Operette (1968/69)
  - „Lieben ist verboten“, Musical (1973)
  - „Angara“, Ballett (1974/75)
  - „Der Kreis“, Ballett (1979/80)
  - „Lenin ist mit uns“, Kantate für Chor und Orchester (1968)
  - „Aus dem 1. Brief des Paulus an die Korinther“, Chorkonzert (1988)
  - Lieder und Chöre
- Kammer- und Klaviermusik
  - „concordia-discordans“ für Streichquartett (1992–95)
  - 2 Violinsonaten (1966, 1970)
  - Violoncellosonate (1990)
  - kleinere Stück für diverse Besetzungen
  - Sonatine für Klavier Nr. 1 d-Moll (1950)
  - Sonatine für Klavier Nr. 2 G-Dur (1971)
  - „Lieder und Tänze der Mari“, 29 Klavierstücke (1948–71)
  - weitere Klavierstücke und Zyklen